# Tp 47
Tp 47（Torped 47）は、スウェーデンで開発された短魚雷。SLWT（Saab Lightweight Torpedo）とも呼ばれる。

## 概要
Tp 45の後継として開発された400mm口径の対潜用誘導魚雷であり、バルト海の複雑な地形と頻繁な海上交通に適合するよう設計されている。誘導方式には、母艦との双方向データ通信も可能な有線誘導方式を採用しており、最終誘導には完全デジタル式のアクティブ/パッシブソナーを用いる。メーカーによれば、水上艦・潜水艦から運用可能なほか、固定翼機・ヘリコプターに搭載する航空魚雷としても運用可能とされる。モジュラー設計を採用しており、整備や新技術の導入が容易で、訓練用部品への組み換えも可能である。
2016年にスウェーデンからSAAB社に発注され、2020年に開発が完了。2020年にスウェーデン海軍の水上艦と潜水艦から発射試験を実施した。
2023年からスウェーデン海軍で運用されており、ヴィスビュー級コルベットと潜水艦に搭載している。また、ヘリコプターへの統合も準備中とされている。
フィンランド海軍でも採用されており、2023年10月31日にはハミナ級ミサイル艇から初発射が行われた。

## 要目
- 胴体直径：400mm[1]
- 全長：2.85m[1]
- 重量：約340kg[1]
- 射程：20km以上[1]
- 深度：300m以上[3]
- 雷速：40ノット以上[3]
- 機関：電気モーター/ポンプジェット推進[1]
- バッテリー：リチウムイオンバッテリー[1]
- 誘導方式：有線誘導・デジタル式アクティブ/パッシブソナー[1]